# جواو كانسيلو
جواو بيدرو كافاكو كانسيلو (بالبرتغالية: João Pedro Cavaco Cancelo) (مواليد 27 مايو 1994) هو لاعب كرة قدم برتغالي يلعب كظهير مع نادي الهلال السعودي ومنتخب البرتغال لكرة القدم.
بعد التحاقه بأكاديمية بنفيكا للشباب، بدأ كانسيلو اللعب مع الفريق الاحتياطي للنادي في عام 2012 وتم ترقيته إلى الفريق الأول بعد ذلك بعامين. تمت إعارته لاحقًا إلى نادي فالنسيا في الدوري الإسباني خلال موسم 2014–15، مع شرط من الخفافيش بشأن انتقال الدائمً في صيف 2015. كان كانسيلو على مُعار إلى إنتر ميلان الإيطالي خلال موسم 2017–18، حيث كان أُدرج ضمن تشكيلة العام في الدوري الإيطالي. أثار أداء كانسيلو اهتمام غريمه الإيطالي يوفنتوس، الذي وقع معه في 2018 مقابل 40.4 مليون يورو. خلال الفترة التي قضاها مع البيانكونيري، فاز كانسيلو بالدوري وكأس السوبر الإيطالي في موسمه الأول والوحيد. في عام 2019، وقع مع مانشستر سيتي الإنجليزي، في صفقة انتقال مبدئية بقيمة 30 مليون يورو (27.4 مليون جنيه إسترليني).
شارك كانسيلو لأول مرة مع المنتخب البرتغالي في عام 2016 بعد أن شارك في السابق بالفئات السنية، حيث خاض 75 مباراة دولية وسجل ثلاثة أهداف عمومًا. كان أيضًا جزءًا من منتخب البرتغال تحت 21 سنة الذي وصل إلى نهائي بطولة أوروبا تحت 21 سنة لعام 2015. تم اختياره في تشكيلة البرتغال لنهائيات دوري الأمم الأوروبية 2019 على أرضه، وفاز بالبطولة الأخيرة.

## مسيرته الكروية

### بنفيكا
ولد جواو كانسيلو في باريرو، محافظة سيتوبال. بدأ لعب كرة القدم مع نادي باريرينسي المحلي. انضم إلى نظام شباب بنفيكا في عام 2007 عن عمر يناهز 13 عامًا، حيث لعب في مركزي الظهير الأيمن والأيسر.
في 28 يوليو 2012، شارك كانسيلو لأول مرة مع فريق بنفيكا الأول في مباراة ودية ضد جل فيسنتي حيث لعب 90 دقيقة كاملة كظهير أيمن.
لعب كانسيلو أول مباراة رسمية له مع فريق بنفيكا الأول في 25 يناير 2014، حيث جاء كبديل في مباراة الفوز 1–0 على أرضه ضد جل فيسنتي في كأس الدوري البرتغالي.

### فالنسيا
في 20 أغسطس 2014، انضم كانسيلو إلى فالنسيا في صفقة إعارة لمدة عام واحد. وشارك في أول مباراة له في الدوري الأسباني يوم 25 سبتمبر، حيث فاز فريقه 3–0 أمام قرطبة، وأنهى أول موسم له بمشاركته في 13 مباراة في جميع المسابقات.
في 25 مايو 2015، وافق كانسيلو على انتقال كامل إلى النادي الإسباني حتى 30 يونيو  مقابل رسوم انتقال بلغت 15 مليون يورو.

### يوفنتوس
في 27 يونيو 2018، وقع كانسيلو مع يوفنتوس على عقد لمدة خمس سنوات مقابل 40.4 مليون يورو. شارك في أول مباراة له في الدوري الإيطالي يوم 18 أغسطس، حيث أنتهت المباراة بفوز فريقه 3–2 أمام كييفو. فاز بلقبه الأول مع النادي في يناير 2019، حيث حقق الفوز 1–0 على ميلان في كأس السوبر الإيطالي. سجل أول هدف له في الدوري في نفس الشهر، حيث جاء فريقه من الخلف ليهزم لاتسيو 2–1 على ملعب أولمبيكو في روما؛ كما ساعد في الفوز بركلة حاسمة في المباراة في وقت لاحق خلال نفس المباراة، والتي سجلها لاحقًا مواطنه كريستيانو رونالدو.
في 20 أبريل 2019، لعب كانسيلو في مباراة حسم السكوديتو ضد الغريم فيورنتينا، حيث فاز يوفنتوس بلقبه الثامن على التوالي في الدوري بعد انتصاره على أرضه 1–2.

### مانشستر سيتي

#### موسم 2019–20
في 7 أغسطس 2019، انضم كانسيلو إلى مانشستر سيتي بطل الدوري الإنجليزي الممتاز في صفقة مدتها ست سنوات بقيمة 27.4 مليون جنيه إسترليني بالإضافة إلى انتقال دانيلو إلى يوفنتوس في صفقة تبادل جزئي. في 25 أغسطس 2019، شارك كانسيلو لأول مرة في الدوري الإنجليزي الممتاز ضد بورنموث حيث دخل كبديل متأخر عن كايل ووكر في الفوز 3–1. في 18 ديسمبر 2019، سجل كانسيلو هدفه الأول للسيتي في الفوز 3–1 خارج أرضه على أكسفورد يونايتد في ربع نهائي كأس الرابطة. في 7 أغسطس 2020، شارك كانسيلو كأساسي في مركز الظهير الأيسر من إياب دور الـ16 في دوري أبطال أوروبا ضد ريال مدريد، مما أدى إلى فوز مانشستر سيتي 2–1، والذي جعلهم يتأهّلون إلى ربع النهائي بعد انتصار الذهاب. بعد موسم صعب، بدأ كانسيلو يثير الإعجاب حقًا.

#### موسم 2020–21
في 17 أكتوبر 2020، شارك كانسيلو كأساسي أول مباراة له في الدوري للموسم الجديد بعد الإصابة في الفوز 1–0 على أرضه أمام أرسنال. في 3 نوفمبر 2020، سجل كانسيلو أول هدف له في دوري أبطال أوروبا مع السيتي في الفوز 3–0 على أرضه أمام أولمبياكوس في مرحلة المجموعات. في 26 يناير 2021، سجل كانسيلو هدفه الأول في الدوري مع السيتي في الفوز 5–0 خارج أرضه أمام وست بروميتش ألبيون.

## مسيرته الدولية
مثل كانسيلو البرتغال في بطولة أوروبا تحت 19 سنة لعام 2012. كما تم اختياره للنسخة التالية للبطولة في ليتوانيا.
مع منتخب البرتغال تحت 20 سنة، شارك كانسيلو في كأس العالم 2013 وبطولة تولون 2014. شارك في مباراتين في كأسالعالم، وأقصي منتخبه من دور الـ16.
كان كانسيلوجزءًا من منتخب البرتغال تحت 21 سنة الذي شارك في بطولة أوروبا تحت 21 سنة لعام 2015. أنهى البطولة كوصيف منتخبه بعد الخسارة في النهائي أمام السويد.
تم استدعاء كانسيلو لأول مرة إلى المنتخب الأول من قبل المدير الفني فرناندو سانتوس في 26 أغسطس 2016. لعب 90 دقيقة كاملة من مباراة الفوز في المباراة الودية 5–0 على جبل طارق في بورتو يوم 1 سبتمبر، وسجل الهدف الثالث لمنتخبه. في مايو 2018، أدرج كانسيلو في تشكيلة المبدئية المكونة من 35 لاعب للمشاركة في كأس العالم 2018 في روسيا، لكن لم يتم ضمه للقائمة النهائية.

## حياته الشخصية
تُوفيت فيلومينا والدة جواو كانسيلو في يناير 2013 في حادث سير على طريق A2 السريع في مدينة سيشال. وكان كانسيلو وشقيقه نائمَين وقت الحادث، وقد أُصيبا بجروح طفيفة فقط. وبسبب الأثر النفسي العميق الذي تركه الحادث عليه، فكّر كانسيلو في اعتزال كرة القدم. في 23 يونيو 2019، أعلنت صديقة كانسيلو دانييلا ماتشادو أنها تتوقع مولودها الأول، فتاة تدعى أليسيا، ولدت في 23 ديسمبر 2019.
في 30 ديسمبر 2021، تعرّض منزلهما في مانشستر للسطو من قِبل أربعة رجال سرقوا بعض مجوهراته الشخصية. وقد حاول كانسيلو الدفاع عن نفسه وتعرّض لإصابات في وجهه، لكنه أكّد أن عائلته بخير.

## الإحصائيات

### النادي
آخر تحديث 18 مايو 2021.
| النادي             | الموسم   | الدوري                   | الدوري | الدوري  | الكأس الوطني | الكأس الوطني | كأس الدوري | كأس الدوري | أوروبا | أوروبا  | أخرى   | أخرى    | المجموع | المجموع |
| النادي             | الموسم   | الدرجة                   | الظهور | الأهداف | الظهور       | الأهداف      | الظهور     | الأهداف    | الظهور | الأهداف | الظهور | الأهداف | الظهور  | الأهداف |
| ------------------ | -------- | ------------------------ | ------ | ------- | ------------ | ------------ | ---------- | ---------- | ------ | ------- | ------ | ------- | ------- | ------- |
| بنفيكا ب           | 2012–13  | ليغا برو                 | 20     | 2       | —            | —            | —          | —          | —      | —       | —      | —       | 20      | 2       |
| بنفيكا ب           | 2013–14  | ليغا برو                 | 31     | 1       | —            | —            | —          | —          | —      | —       | —      | —       | 31      | 1       |
| بنفيكا ب           | المجموع  | المجموع                  | 51     | 3       | —            | —            | —          | —          | —      | —       | —      | —       | 51      | 3       |
| بنفيكا             | 2012–13  | الدوري البرتغالي الممتاز | 0      | 0       | 0            | 0            | 0          | 0          | 0      | 0       | —      | —       | 0       | 0       |
| بنفيكا             | 2013–14  | الدوري البرتغالي الممتاز | 1      | 0       | 0            | 0            | 1          | 0          | 0      | 0       | —      | —       | 2       | 0       |
| بنفيكا             | المجموع  | المجموع                  | 1      | 0       | 0            | 0            | 1          | 0          | 0      | 0       | —      | —       | 2       | 0       |
| فالنسيا (إعارة)    | 2014–15  | الدوري الإسباني          | 10     | 0       | 3            | 0            | —          | —          | —      | —       | —      | —       | 13      | 0       |
| فالنسيا            | 2015–16  | الدوري الإسباني          | 28     | 1       | 4            | 1            | —          | —          | 7      | 1       | —      | —       | 39      | 3       |
| فالنسيا            | 2016–17  | الدوري الإسباني          | 35     | 1       | 3            | 0            | —          | —          | —      | —       | —      | —       | 38      | 1       |
| فالنسيا            | 2017–18  | الدوري الإسباني          | 1      | 0       | —            | —            | —          | —          | —      | —       | —      | —       | 1       | 0       |
| فالنسيا            | المجموع  | المجموع                  | 74     | 2       | 10           | 1            | —          | —          | 7      | 1       | —      | —       | 91      | 4       |
| إنتر ميلان (إعارة) | 2017–18  | الدوري الإيطالي          | 26     | 1       | 2            | 0            | —          | —          | —      | —       | —      | —       | 28      | 1       |
| يوفنتوس            | 2018–19  | الدوري الإيطالي          | 25     | 1       | 1            | 0            | —          | —          | 7      | 0       | 1      | 0       | 34      | 1       |
| مانشستر سيتي       | 2019–20  | الدوري الإنجليزي الممتاز | 17     | 0       | 4            | 0            | 4          | 1          | 8      | 0       | 0      | 0       | 33      | 1       |
| مانشستر سيتي       | 2020–21  | الدوري الإنجليزي الممتاز | 28     | 2       | 3            | 0            | 3          | 0          | 9      | 1       | —      | —       | 43      | 3       |
| مانشستر سيتي       | المجموع  | المجموع                  | 45     | 2       | 7            | 0            | 7          | 1          | 17     | 1       | 0      | 0       | 76      | 4       |
| الإجمالي           | الإجمالي | الإجمالي                 | 222    | 9       | 20           | 1            | 8          | 1          | 31     | 2       | 1      | 0       | 281     | 13      |

1. ↑  تشمل كأس ملك إسبانيا، كأس إيطاليا، كأس الاتحاد الإنجليزي
2. ↑  تشمل كأس الدوري البرتغالي، كأس رابطة الأندية الإنجليزية المحترفة
3. ↑  ست مباريات وهدف واحد في دوري أبطال أوروبا، ومباراة واحدة في الدوري الأوروبي
4. 1 2 3  المباريات في دوري أبطال أوروبا
5. ↑  المباريات في كأس السوبر الإيطالي

### المنتخب
آخر تحديث 18 نوفمبر 2024
.
| المنتخب الوطني | العام   | الظهور | الأهداف |
| -------------- | ------- | ------ | ------- |
| البرتغال       | 2016    | 4      | 3       |
| البرتغال       | 2017    | 2      | 0       |
| البرتغال       | 2018    | 1      | 0       |
| البرتغال       | 2019    | 4      | 0       |
| البرتغال       | 2020    | 4      | 1       |
| البرتغال       | 2021    | 8      | 1       |
| البرتغال       | 2022    | 10     | 2       |
| البرتغال       | 2023    | 9      | 3       |
| البرتغال       | 2024    | 10     | 0       |
| المجموع        | المجموع | 60     | 10      |

### الأهداف الدولية
اعتبارًا من 9 يونيو 2021. قائمة النتائج والأهداف الدولية مع منتخب البرتغال الأول.
| # | التاريخ        | المكان                                | الخصم    | الهدف | النتيجة | المسابقة                     | م.     |
| - | -------------- | ------------------------------------- | -------- | ----- | ------- | ---------------------------- | ------ |
| 1 | 1 سبتمبر 2016  | ملعب دو بيسا، بورتو، البرتغال         | جبل طارق | 3–0   | 5–0     | ودية                         |        |
| 2 | 7 أكتوبر 2016  | الملعب البلدي، أفيرو، البرتغال        | أندورا   | 3–0   | 6–0     | تصفيات كأس العالم 2018       |        |
| 3 | 10 أكتوبر 2016 | تورسفولور، توشهافن، جزر فارو          | جزر فارو | 6–0   | 6–0     | تصفيات كأس العالم 2018       |        |
| 4 | 5 سبتمبر 2020  | ملعب التنين، بورتو، البرتغال          | كرواتيا  | 1–0   | 4–1     | دوري الأمم الأوروبية 2020–21 | [ 42 ] |
| 5 | 9 يونيو 2021   | ملعب جوزيه ألفالادي، لشبونة، البرتغال | إسرائيل  | 3–0   | 4–0     | ودية                         | [ 43 ] |

## الإنجازات
بنفيكا
- الدوري البرتغالي الممتاز: 2013–14[44]
- كأس الدوري البرتغالي: 2013–14[45]

يوفنتوس
- الدوري الإيطالي: 2018–19[46][47]
- كأس السوبر الإيطالي: 2018[48]

مانشستر سيتي
- الدوري الإنجليزي الممتاز: 2020–21، 2021–22[2]
- كأس رابطة الأندية الإنجليزية المحترفة: 2020–21[49]
- دوري أبطال أوروبا الوصيف: 2020–21[50]
- دوري أبطال أوروبا : دوري أبطال أوروبا 2022–23

بايرن ميونخ
- الدوري الألماني: 2022–23

البرتغال تحت 21 سنة
- بطولة أوروبا تحت 21 سنة: الوصيف 2015[28]

البرتغال
- دوري الأمم الأوروبية: 2018–19[51]

الفردية
- فريق الموسم للدوري البرتغالي الممتاز: 2013–14[44]
- تشكيلة العام في الدوري الإيطالي: 2017–18،[52] 2018–19[53]
- فريق العام من اتحاد لاعبي كرة القدم المحترفين: 2020–21[54]
- فريق العام من وسائل الإعلام الرياضية الأوروبية: 2020–21[55]

## الملاحظات
1. ↑  انتقال كانسيلو يعادل 65 مليون يورو كصفقة تبادل جزئية، حيث تم انتقال دانيلو إلى يوفنتوس.

## وصلات خارجية
- جواو كانسيلو على موقع الاتحاد الدولي (مؤرشف)  (الإنجليزية)
- جواو كانسيلو على موقع الاتحاد الأوربي (الإنجليزية)
- جواو كانسيلو على موقع إي إس بي إن إف سي (الإنجليزية)
- جواو كانسيلو على موقع قاعدة بيانات كرة القدم.إي يو (الإنجليزية)
- جواو كانسيلو على موقع ليكيب (الفرنسية)
- جواو كانسيلو على موقع ناشيونال فوتبول تيمز (الإنجليزية)
- جواو كانسيلو على موقع Soccerbase.com (لاعب) (الإنجليزية)
- جواو كانسيلو على موقع Soccerway.com (الإنجليزية)
- جواو كانسيلو على موقع عالم كرة القدم.نت (الإنجليزية)
- جواو كانسيلو على موقع كووورة

قالب:تشكيلة نادي الهلال (السعودية)